# تمروت (إرحالن)
تمروت هي إحدى مشيخات المملكة المغربية، تتبع جغرافيا لإقليم شيشاوة وإداريًا لإرحالن. يقدر عدد سكانها بـ 2889 نسمة حسب الإحصاء الرسمي للسكان والسكنى لسنة 2004.